# Vouneuil-sous-Biard
Vouneuil-sous-Biard è un comune francese di 5 151 abitanti situato nel dipartimento della Vienne nella regione della Nuova Aquitania.

## Storia

### Simboli
Lo stemma comunale si blasona:

## Società

### Evoluzione demografica
Abitanti censiti

## Amministrazione

### Gemellaggi
- Moretta, dal 2002